# Citizendium
Citizendium er et engelsksproget wikibaseret frit encyclopædiprojekt med Larry Sanger, som var med til at grundlægge Wikipedia i 2001, i spidsen.
Projektet forsøger at forbedre Wikipediamodellen ved at udvikle en "troværdig" encyklopædi.
Det håber at opnå dette ved at lade alle bidragerne bruge deres eget navn, og derved holde uprofessionelle væk. Derudover arbejdes der med "godkendte artikler", som har gennemgået en form for eftersyn af eksperter inden for det specifikke område.
Pr. 27. oktober 2011 havde Citizendium færre end 100 aktive medlemmer. Websitet havde i august 2013 16.484 artikler, hvoraf 165 havde opnået godkendelse af andre brugere, og omkring 10 brugere foretog mindst 20 redigeringer om måneden. Ledende redaktør var Anthony Sebastian, der trak sig tilbage i 2016 uden at en afløser blev udpeget.